# Pontos extremos da América do Sul

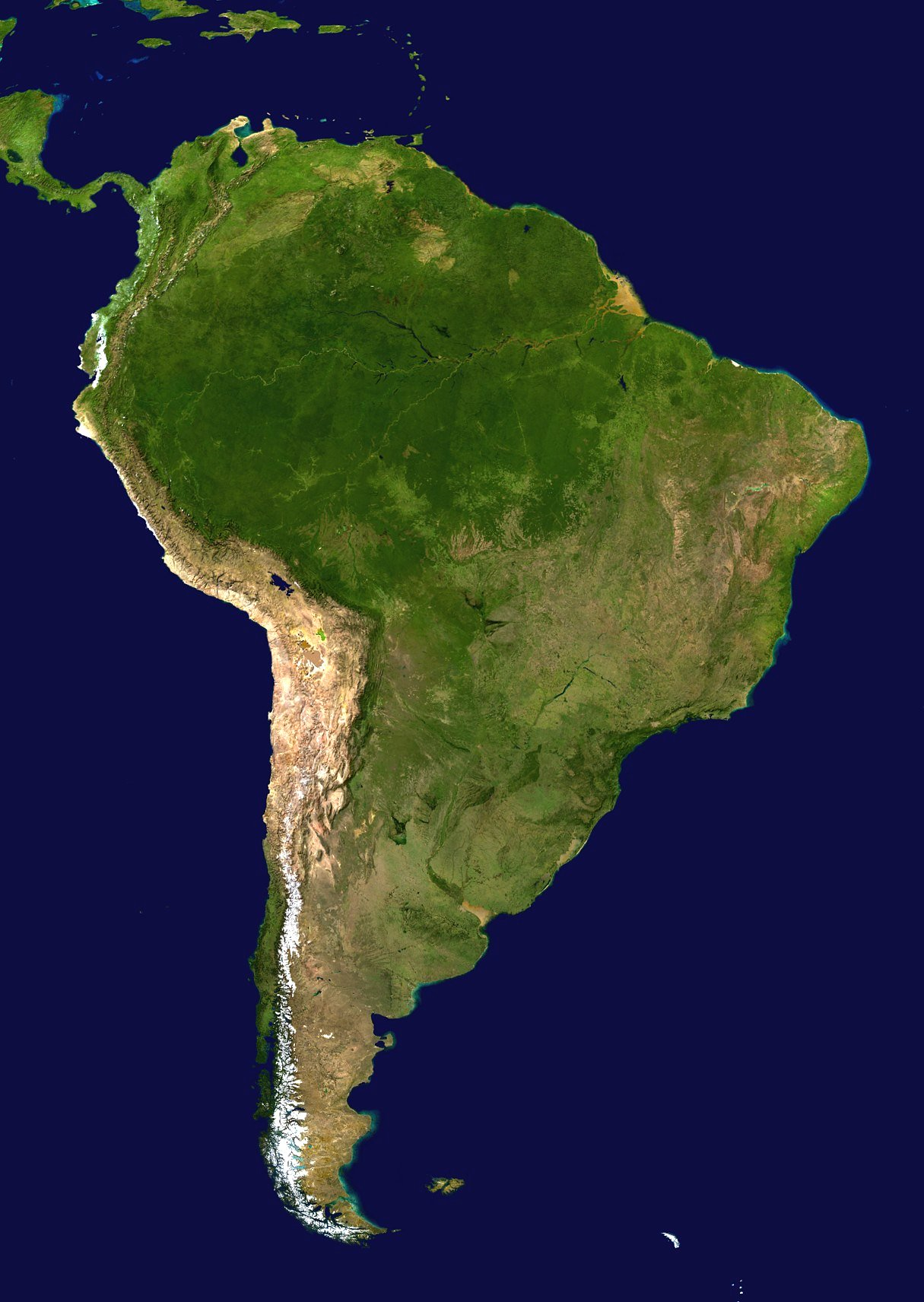
Composição de imagens de satélite da América do Sul

Os pontos extremos da América do Sul são os seguintes (as coordenadas estão no sistema WGS 84):

## América do Sul, incluindo as terras remotas e as pequenas ilhas
- Extremo norte: Punta Gallinas, Colômbia (12°27'31"N 71º40'8"W)
- Extremo sul poderá ser um dos seguintes:
  - Ilhéu Águila, Ilhas Diego Ramírez, Chile (56°32′16″S 68°43′10″W)
  - Se as Ilhas Sandwich do Sul forem incluídas na América do Sul: Ilha Cook, Ilhas Geórgia do Sul e Sandwich do Sul (59°29′20″S 27°8′40″W)
- Extremo oeste poderá ser um dos seguintes:
  - Ilha Darwin, Ilhas Galápagos, Equador (1°40′44″N 92°00′33″W)
  - Se a Ilha da Páscoa for incluída na América do Sul: Motu Nui (27°12′4″S 109°27′18″W)
- Extremo leste poderá ser um dos seguintes:
  - Ilha do Sul, Trindade e Martim Vaz, Brasil (20°29′50″S 28°50′51″W)
  - Se as Ilhas Sandwich do Sul forem incluídas na América do Sul: Ilha Montagu, Ilhas Geórgia do Sul e Sandwich do Sul (58°30′43″S 26°16′7″W)

## América do Sul continental
- Extremo norte: Punta Gallinas, Colômbia (12°27′31″N 71°40′8″W)
- Extremo sul: Cabo Froward, Chile (53°53′47″S 71°17′40″W)
- Extremo oeste: Punta Pariñas, Peru, (4°40′58″S 81°19′43″W)
- Extremo leste: Ponta do Seixas, Brasil (7°9′19″S 34°47′35″W)

O centro geográfico do continente sul-americano fica cerca de 40 km a NWN (azimute 326.25°) de Fuerte Olimpo, Alto Paraguay, Paraguai (20°43′8″S 58°3′39″W)

## Altitude
- Máxima: Aconcágua, Mendoza, Argentina:  6962 m
- Mínima: Laguna del Carbón, Santa Cruz, Argentina: 105 m abaixo do nível do mar